# AT&T
 (енгл. American Telephone and Telegraph, Inc.) је америчка мултинационална телекомуникациона компанија са седиштем у Вајтакр торањ у центру Даласа у Тексасу. Компанија је највећи провајдер телефонских услуга у САД. Такође пружају услуге дигиталног приступа Интернету и дигиталној телевизији. AT&T је други по величини провајдер бежичног интернета са преко 80 милиона корисника. Према подацима из 2018. године, AT&T је била рангирана као #9 на Форчун 500 ганг листи највећих корпорација у Сједињеним Државама по укупном приходу.
Током већег дела 20. века, АТ&Т је имао монопол на телефонске услуге у Сједињеним Државама. Компанија је започела своју историју као Америчка окружна телеграфска компанија, формирана у Сент Луису 1878. године. Након проширења услуга на Арканзас, Канзас, Оклахому и Тексас, низом спајања, 1920. је постала Југозападна Бел телефнска компанија, која је тада била подружница Америчке телефонске и телеграфске компаније. Потоња је била наследница оригиналне телефонске компаније Бел коју је основао Александар Грејем Бел 1877. године. Америчка Бел телефонска компанија је 1885. године основала подружницу Америчка телефонска и телеграфска компанија (AT&T). Године 1899, AT&T је постао матична компанија након што је Америчка Бел телефонска компанија продала своју имовину својој подружници.] Компанија је преименована у AT&T Corp. 1994. године. Антимонополска тужба Сједињених Држава против AT&T из 1982. године резултирала је дезинвестицијом локалних оперативних подружница AT&T-а („Ма Бел“) које су биле груписане у седам регионалних компанија (RBOC), које се обично називају „Бејби Белс“, што је резултирало у седам независних компанија, укључујући Југозападну Бел корпорацију (SBC). Потоња је променила име у SBC Communications Inc. 1995. године.
Садашњи AT&T обухвата већину некадашњег Бел системс (енгл. Bell Systems). AT&T Inc. није директан наследник AT&T Corp. који се распао 1984. године на основу антимонополског закона.

## Историја
Компанија AT&T је основана марта 1885. године, и требало је да послужи као национална телефонска компанија. Активности компаније су почеле у Њујорку.
После седам година, мрежа је проширена на Чикаго и 1915. године на Сан Франциско.
Године 1927. је успостављена трансатлантска веза.
Од године 1924. су трајали спорови који су окончани 8. јануара 1982. године, након што је АТ&Т препозната као монополистичка компанија у САД.
Јануара 1984. године, седам регионалних компанија одвојено је од оригиналне и постале су засебне компаније (тзв. Бејби Белс, енгл. Baby Bells). Као резултат тога, вредност компаније АТ&Т је пала за 70%.
Белове лабораторије су основале нову компанију, Лусент технолоџис (енгл. Lucent Technologies)
Уз пад броја међународних телефонских разговора, дошло је до пада вредности АТ&Т на тржишту.
Јануара 2005. године, Њујорк тајмс је известио да су Ес-Би-Си комјуникејшнс, једна од ћерки фирми која је основана 1984. године, купиле АТ&Т за 16 милијарди долара. 
Пошто је име АТ&Т познато широм света, компанија Ес-Би-Си комјуникејшнс је променила име у AT&T.
2006. године, компанија је купила оператера Сингулар (енгл. Cingular)
АТ&Т је први на свету почео продавати мобилне телефоне iPhone фирме Apple.

## Историјски финансијски учинак
Финансијски учинак компаније се извештава акционарима на годишњем нивоу и у јавној је евиденцији. Тамо где је учинак прерачунат, користи се најновија изјава о учинку из годишњег извештаја.
| Мерење                      | 2001  | 2002  | 2003  | 2004  | 2005  | 2006  | 2007  | 2008  | 2009  | 2010  | 2011  | 2012  | 2013  | 2014  | 2015  | 2016  | 2017  | 2018  | 2019  |
| --------------------------- | ----- | ----- | ----- | ----- | ----- | ----- | ----- | ----- | ----- | ----- | ----- | ----- | ----- | ----- | ----- | ----- | ----- | ----- | ----- |
| Приходи (милијарде УСД)     | 45,38 | 43,14 | 40,50 | 40,79 | 43,86 | 63,06 | 118,9 | 124,0 | 122,5 | 124,8 | 126,7 | 127,4 | 128,8 | 132,4 | 146,8 | 163,8 | 160,5 | 170,8 | 181,2 |
| Нето приход (милијарде УСД) | 7,008 | 5,653 | 8,505 | 5,887 | 4,786 | 7,356 | 11,95 | 12,87 | 12,14 | 19,86 | 3,944 | 7,264 | 18,25 | 6,224 | 13,69 | 13,33 | 29,85 | 19,37 | 13,90 |
| Имовина (милијарде УСД)     | 96,42 | 95,17 | 102,0 | 110,3 | 145,6 | 270,6 | 275,6 | 265,2 | 268,3 | 268,5 | 270,3 | 272,3 | 277,8 | 292,8 | 402,7 | 403,8 | 444,1 | 531,9 | 551,7 |
| Број запослених (хиљаде)    | 193,4 | 175,0 | 168,0 | 162,7 | 190,0 | 304,2 | 309,1 | 302,7 | 282,7 | 266,6 | 256,4 | 241,8 | 243,4 | 243,6 | 281,5 | 268,5 | 254,0 | 268,2 | 247,8 |

## Заслуге АТ&Т

### Јуникс
Из историјске перспективе, Бел лабораторије AT&T-а имају највеће заслуге за стварање оперативног система Јуникс.
У 1960-им годинама AT&T, МИТ и Џенерал електрик су заједно радили на оперативном систему Мултикс.
Два радника AT&T-а, Кен Томпсон и Денис Ричи, 1969. године објавили су елегантније решење, Јуникс.

### Језик Це
Јуникс је првобитно био написан на асемблеру. Да би га написао на вишем језику, Денис Ричи је специјално за ту намену створио програмски језик Це.
Језик Це је настао из претходног језика „Б“, којег је дизајнирао Кен Томпсон. Це језик створен је крајем 1960-их година у АТ&Т и данас је најчешћи алат за програмирање оперативних система и других апликација.